# Веклюк Василь Йосипович
Васи́ль Йо́сипович Веклюк — солдат Збройних Сил України, учасник російсько-української війни, що загинув у ході російського вторгнення в Україну в 2022 році.

## Життєпис
Василь Веклюк народився 25 вересня 1962 року в селі Колпець (з 1977 року перебуває в складі міста Стебник) на Львівщині), де він й проживав. З 2014 року брав участь у війні на сході України. З початком повномасштабного російського вторгнення в Україну 24 лютого 2022 року бійця мобілізували до лав Збройних сил України. Загинув поблизу міста Попасна Луганської області 16 березня 2022 року внаслідок бойового зіткнення та масового артилерійського обстрілу, вчиненого ворогом. Прощання з Василем Веклюком відбулось 31 березня 2022 року в Стебнику на майдані Тараса Шевченка. Поховали загиблого в рідному селі.

## Родина
У загиблого залишились дружина та двоє доньок.

## Нагороди
- Орден «За мужність» III ступеня (2022, посмертно) — за особисту мужність і самовіддані дії, виявлені у захисті державного суверенітету та територіальної цілісності України, вірність військовій присязі[4].